# Aljoša Asanović
Aljoša Asanović (* 14. prosince 1965, Split) je bývalý chorvatský fotbalista, záložník. S chorvatskou reprezentací vybojoval bronzovou medaili na mistrovství světa v roce 1998, přičemž nastoupil ve všech sedmi utkáních a připsal si tři gólové asistence. Zúčastnil se také mistrovství Evropy 1996, kde Chorvati vypadli ve čtvrtfinále; nastoupil ve všech čtyřech utkáních na turnaji a nahrál na dvě branky. Za chorvatský národní tým nastupoval v letech 1990–2000 a odehrál za něj 62 utkání, v nichž vstřelil 3 branky. Stihl si připsat tři reprezentační starty ještě i za jugoslávskou reprezentaci. Na klubové úrovni hrál za Hajduk Split (1984–1990, 1994–1996, 2002), FC Méty (1990–1991), AS Cannes (1991–1992), Montpellier HSC (1992–1994), Real Valladolid (hostování; 1995–1996), Derby County (1996–1997), SSC Neapol (1997–1998), Panathinaikos Athény (1998–2000), Austrii Vídeň (2000–2001), Sydney United (2001) a Toronto Croatia (2001–2002). S Hajdukem se stal mistrem Chorvatska (1994/95), získal chorvatský pohár (1995) a dvakrát jugoslávský pohár (1987, 1991). Po skončení hráčské kariéry se stal trenérem, v letech 2006–2012 byla asistentem u chorvatské reprezentace, v letech 2019–2021 pro ni sledoval hráče v zahraničí. Roku 2002 byl trenérem zambijské reprezentace. Dva roky působil jako technický ředitel ve slovenském klubu DAC Dunajská Streda.